# Chelidoptera tenebrosa
Il piumino ali di rondine (Chelidoptera tenebrosa (Pallas, 1782)) è un uccello piciforme della famiglia Bucconidae. È l'unica specie del genere Chelidoptera.